# Associazione Calcio Udinese 1938-1939
Questa pagina raccoglie i dati riguardanti l'Associazione Calcio Udinese nelle competizioni ufficiali della stagione 1938-1939.

## Rosa
| N. |                   | Ruolo | Calciatore        |
| -- | ----------------- | ----- | ----------------- |
|    | Italia (bandiera) | C     | Antonio Bertoli   |
|    | Italia (bandiera) | P     | Gino Cantoni      |
|    | Italia (bandiera) | D     | Fulvio Ciroi      |
|    | Italia (bandiera) | A     | Pietro Degano     |
|    | Italia (bandiera) | C     | Athos Dianti      |
|    | Italia (bandiera) | C     | Guerino Faini     |
|    | Italia (bandiera) | D     | Aldo Ferigo       |
|    | Italia (bandiera) | D     | Severino Feruglio |
|    | Italia (bandiera) | C     | Bruno Forniz      |

| N. |                   | Ruolo | Calciatore       |
| -- | ----------------- | ----- | ---------------- |
|    | Italia (bandiera) | C     | Attilio Gallo    |
|    | Italia (bandiera) | P     | Ramiro Gremese   |
|    | Italia (bandiera) | A     | Guerrino Marini  |
|    | Italia (bandiera) | D     | Umberto Miani    |
|    | Italia (bandiera) | D     | Giulio Piccoli   |
|    | Italia (bandiera) | A     | Mario Sdraulig   |
|    | Italia (bandiera) | A     | Paolo Tabanelli  |
|    | Italia (bandiera) | P     | Giuseppe Tonello |
|    | Italia (bandiera) | D     | Luigi Zorzi      |

## Risultati

### Serie C

#### Girone A

##### Girone di andata
| Arbitro: | Coletti (Treviso) |

|                        |           |  |
| Faini 3’ Tabanelli 46’ | Marcatori |  |

| Arbitro: | Cappelli (Trieste) |

|  |           |            |
|  | Marcatori | 85’ Degano |

| Arbitro: | Rossi (Milano) |

|                                   |           |              |
| Tabanelli 25’ (rig.) Sdraulig 68’ | Marcatori | 10’ Gastoldi |

| Arbitro: | Rossi (Torino) |

|  |           |              |
|  | Marcatori | 85’ Sdraulig |

| Arbitro: | Marini (Verona) |

|                                       |           |                      |
| Sdraulig 15’ Ferigo 27’ Tabanelli 43’ | Marcatori | 7’ Lanzone 59’ Volpi |

| Arbitro: | Sorbi (Genova) |

|                        |           |                    |
| Paulin 6’ ? 58’ (rig.) | Marcatori | 5’ Faini 86’ Ciroi |

| Arbitro: | Marsciani (Modena) |

|              |           |                          |
| Sdraulig 88’ | Marcatori | 15’, 77’ Gregar 82’ Volk |

| Arbitro: | Ghetti (Modena) |

|                      |           |                         |
| Capitanio 58’ (rig.) | Marcatori | 25’ Degano 80’ Sdraulig |

| Arbitro: | Ferrarelli (Vicenza) |

|                      |           |              |
| Degano 43’ Gallo 63’ | Marcatori | 19’ Visentin |

| Arbitro: | Mantovani (Ferrara) |

|             |           |                          |
| ? ?’ (rig.) | Marcatori | 35’ Ferigo 37’ Tabanelli |

| Arbitro: | Poggipollini (Ferrara) |

|               |           |  |
| Tabanelli 53’ | Marcatori |  |

| Arbitro: | Gorini (Milano) |

|  |           |                      |
|  | Marcatori | 8’ Gallo 54’ Bertoli |

| Arbitro: | Camisasca (Milano) |

|                                                                                     |           |               |
| Gallo 5’ Bertoli 22’, 36’ Faini 41’, 53’ Sdraulig 58’ Tabanelli 65’ Marini 72’, 79’ | Marcatori | 89’ Madinelli |

##### Girone di ritorno
| Arbitro: | Da Broi (Padova) |

|                    |           |                                                |
| Parovel 33’ (rig.) | Marcatori | 19’ (aut.) Fontegni 25’, 49’ Bertoli 77’ Faini |

| Arbitro: | Bracchi (Firenze) |

|                                                      |           |  |
| Degano 30’ Tabanelli 40’ Tomai 55’ (aut.) Marini 86’ | Marcatori |  |

| Arbitro: | Mantovani (Ferrara) |

|                |           |                       |
| Milli 24’, 38’ | Marcatori | 45’ Faini 73’ Bertoli |

| Udine 5 febbraio 1939 17ª giornata | Udinese          | 0 – 0 referto | Vicenza | Stadio Moretti\| Arbitro: \| Candela (Genova) \| |
| Arbitro:                           | Candela (Genova) |               |         |                                                  |

| Rovigo 12 febbraio 1939 18ª giornata | Rovigo            | 0 – 0 referto | Udinese | \| Arbitro: \| Galeati (Bologna) \| |
| Arbitro:                             | Galeati (Bologna) |               |         |                                     |

| Arbitro: | Bellè (Venezia) |

|                           |           |              |
| Zorzi 15’, 62’, 71’ ? 82’ | Marcatori | 35’ Paterner |

| Fiume 5 marzo 1939 20ª giornata | Fiumana         | 0 – 0 referto | Udinese | \| Arbitro: \| Ghetti (Modena) \| |
| Arbitro:                        | Ghetti (Modena) |               |         |                                   |

| Arbitro: | Martelli (Bologna) |

|                        |           |             |
| Faini 39’ Sdraulig 81’ | Marcatori | Del Maschio |

| Arbitro: | Goracci (Firenze) |

|  |           |             |
|  | Marcatori | 53’ Bertoli |

| Arbitro: | Tagliapietra |

|                             |           |              |
| Sdraulig 37’, 49’ Zorzi 78’ | Marcatori | 56’ Trevisan |

| Arbitro: | Carpani (Milano) |

|                         |           |  |
| Zanca 35’ Faggion I 49’ | Marcatori |  |

| Arbitro: | Zilli (Reggio Emilia) |

|                                |           |                  |
| Marini 16’, 66’ Cirol 84’, 89’ | Marcatori | 7’, 75’ Romano I |

| Arbitro: | Gorini (Milano) |

|                           |           |               |
| Barbieri 35’ Rossetti 84’ | Marcatori | 85’ Tabanelli |

#### Girone finale A

##### Girone di andata
| Arbitro: | Mantovani (Ferrara) |

|               |           |  |
| Tabanelli 41’ | Marcatori |  |

| Arbitro: | Cardinali (Milano) |

|           |           |  |
| Croce 21’ | Marcatori |  |

| Udine 4 giugno 1939 3ª giornata                                   | Udinese   | 2 – 1 referto | Savona | Stadio Moretti |
| \| \| \| \| \| Zorzi 27’ Faini 72’ \| Marcatori \| 56’ Allegri \| |           |               |        |                |
|                                                                   |           |               |        |                |
| Zorzi 27’ Faini 72’                                               | Marcatori | 56’ Allegri   |        |                |

##### Girone di ritorno
| Arbitro: | Galeati (Bologna) |

|                       |           |               |
| Grazioli 31’ Dusi 50’ | Marcatori | 54’ Tabanelli |

| Arbitro: | Pizziolo (Firenze) |

|           |           |  |
| Faini 69’ | Marcatori |  |

| Savona 25 giugno 1939 6ª giornata | Savona           | 0 – 0 referto | Udinese | \| Arbitro: \| Salvatori (Roma) \| |
| Arbitro:                          | Salvatori (Roma) |               |         |                                    |

### Coppa Italia
| Arbitro: | Ferrari (Vicenza) |

|              |           |  |
| Maran II 12’ | Marcatori |  |